# Brit Awards de 2010
O Brit Awards de 2010 aconteceu na terça-feira, 16 de fevereiro de 2010. Foi a 30ª edição do prêmio anual de música pop da British Phonographic Industry. A cerimônia de premiação foi realizada no Earls Court, em Londres, pela última vez e foi transmitida ao vivo pela ITV, apresentado por Peter Kay com Fearne Cotton fazendo o lado da cobertura do palco. O ITV2 também transmitiu um programa depois da cerimônia, logo após a transmissão principal. A BBC Radio 1 fez a cobertura de rádio oficial durante todo o dia, no período que antecedeu a cerimônia da noite, com Scott Mills e Greg James no Red Carpet.
A cerimônia foi transmitida ao vivo, mas com um pequeno atraso para permitir que qualquer linguagem ofensiva fosse cortada. Isso ocorreu várias vezes durante a noite, principalmente quando Liam Gallagher recebeu o prêmio de Melhor Álbum de 30 Anos e também durante o discurso de aceitação de Lily Allen para Melhor Artista Feminina Britânica.
A cerimônia atraiu 5,8 milhões de telespectadores entre as 20h e as 22h, um share de 21,9% da noite, superando os 5,18 milhões (21,7%) previstos para a cerimónia de 2009, mas ainda abaixo dos 6,07 milhões (24,4%) de 2008. A cerimônia do ITV2 Brits Encore às 22 horas atraiu 776.000 espectadores, um share de 3,8%.

## Performances
| Artista(s)                           | Canção |
| ------------------------------------ | --- |
| Lily Allen                           | "The Fear" |
| JLS                                  | "Beat Again" |
| Kasabian                             | "Fire" |
| Lady Gaga                            | "Telephone" "Dance in the Dark" |
| Florence + the Machine Dizzee Rascal | "You Got the Dirtee Love" |
| Jay-Z Alicia Keys                    | "Empire State of Mind" |
| Cheryl                               | "Fight for This Love" |
| Robbie Williams                      | "Bodies" "Let Me Entertain You" "Feel" "Supreme" "Millennium" "Come Undone" "Morning Sun" "You Know Me" "No Regrets" "Angels" "Everything Changes" "Rock DJ" "Rudebox" |

## Vencedores e nomeados
| Álbum Britânico do Ano (apresentado por Tom Ford) | Produtor Britânico do Ano |
| --- | --- |
| - Florence and the Machine – Lungs - Dizzee Rascal – Tongue n' Cheek - Kasabian – West Ryder Pauper Lunatic Asylum - Lily Allen – It's Not Me, It's You - Paolo Nutini – Sunny Side Up | - Paul Epworth - Ethan Johns - Jim Abbiss - Steve Lillywhite |
| Single Britânico do Ano (apresentado por Alan Carr) | Escolha da Crítica (apresentado por Courtney Love) |
| - JLS – "Beat Again" - Alesha Dixon – "Breathe Slow" - Alexandra Burke (com participação de Flo Rida) – "Bad Boys" - Cheryl Cole – "Fight for This Love" - Joe McElderry – "The Climb" - La Roux – "In for the Kill" - Lily Allen – "The Fear" - Pixie Lott – "Mama Do (Uh Oh, Uh Oh)" - Taio Cruz – "Break Your Heart" - Tinchy Stryder (com participação de N-Dubz) – "Number 1" | - Ellie Goulding - Marina and the Diamonds - Delphic |
| Artista Solo Masculino Britânico (apresentado por Andy Serkis) | Artista Solo Feminina Britânica (apresentado por Shirley Bassey) |
| - Dizzee Rascal - Calvin Harris - Mika - Paolo Nutini - Robbie Williams | - Lily Allen - Bat for Lashes - Florence and the Machine - Leona Lewis - Pixie Lott |
| Grupo Britânico (apresentado por Idris Elba) | Melhor Revelação Britânica (apresentado por Geri Halliwell) |
| - Kasabian - Doves - Friendly Fires - JLS - Muse | - JLS - Florence and the Machine - Friendly Fires - La Roux - Pixie Lott |
| Artista Solo Masculino Internacional (apresentado por Mel B) | Artista Solo Feminina Internacional (apresentado por Jonathan Ross) |
| - Jay-Z - Bruce Springsteen - Eminem - Michael Bublé - Seasick Steve | - Lady Gaga - Ladyhawke - Norah Jones - Rihanna - Shakira |
| Álbum Internacional (apresentado por Mika) | Melhor Revelação Internacional (apresentado por Cat Deeley) |
| - Lady Gaga – The Fame - Animal Collective – Merriweather Post Pavilion - The Black Eyed Peas – The E.N.D. - Empire of the Sun – Walking on a Dream - Jay-Z – The Blueprint 3 | - Lady Gaga - Animal Collective - Daniel Merriweather - Empire of the Sun - Taylor Swift |
| Melhor Álbum de 30 Anos (apresentado por Noddy Holder) | Melhor Performance de 30 Anos (apresentado por Samantha Fox) |
| - Oasis – (What's the Story) Morning Glory? (Álbum Britânico Vencedor de 1996) - Sade – Diamond Life (Álbum Britânico Vencedor de 1985) - Phil Collins – No Jacket Required (Álbum Britânico Vencedor de 1986) - Dire Straits – Brothers in Arms (Álbum Britânico Vencedor de 1987) - The Verve – Urban Hymns (Álbum Britânico Vencedor de 1998) - Travis – The Man Who (Álbum Britânico Vencedor de 2000) - Dido – No Angel (Álbum Britânico Vencedor de 2002) - Coldplay – A Rush of Blood to the Head (Álbum Britânico Vencedor de 2003) - Keane – Hopes and Fears (Álbum Britânico Vencedor de 2005) - Duffy – Rockferry (Álbum Britânico Vencedor de 2009) | - Spice Girls – "Wannabe" / "Who Do You Think You Are" (Performance de 1997) - The Who – "Who Are You" (Performance de 1988) - Bros – "I Owe You Nothing" (Performance de 1989) - Pet Shop Boys – "Go West" (Performance de 1994) - Take That – "The Beatles Medley" (Performance de 1994) - Michael Jackson – "Earth Song" (Performance de 1996) - Bee Gees – "Stayin' Alive" / "How Deep Is Your Love" (Performance de 1997) - Robbie Williams & Tom Jones – "The Full Monty Medley" (Performance de 1998) - Eurythmics & Stevie Wonder – "There Must Be an Angel (Playing with My Heart)" (Performance de 1999) - Kylie Minogue – "Can't Get You Out of My Head" (Performance de 2002) - Coldplay – "Clocks" (Performance de 2003) - Scissor Sisters – "Take Your Mama" (Performance de 2005) - Kanye West – "Gold Digger" (Performance de 2006) - Paul McCartney – "Live and Let Die" (Performance de 2008) - Girls Aloud – "The Promise" (Performance de 2009) |

### Contribuição Excepcional para a Música
- Robbie Williams

## Momentos notáveis

### Liam Gallagher e Peter Kay
Na cerimônia, Liam Gallagher fez uma aparição surpresa ao aceitar o prêmio de Melhor Álbum dos 30 anos do Brit Awards. Depois de agradecer a todos os seus ex-companheiros de banda (além do irmão Noel) e declarar seus fãs "os melhores fãs da porra do mundo", ele deu o prêmio a um fã e jogou o microfone na plateia; uma busca pelo microfone causou um atraso de 10 minutos. Depois de sair do palco, o apresentador Peter Kay reagiu às ações de Liam dizendo "o que é um cabeção".